# 莫斯科斯尔科沃管理学院
莫斯科斯尔科沃管理学院（Moscow School of Management，SKOLKOVO）是一所位於俄羅斯莫斯科州斯尔科沃的商学院。該學院成立於2006年。2009年，該學院開設工商管理碩士和EMBA課程。2011年，莫斯科斯尔科沃管理学院教育發展中心成立。